# Rummikub
Rummikub é um jogo de mesa para dois a quatro jogadores. Também é comercializado com os nomes Rummy-O e Rummycube.

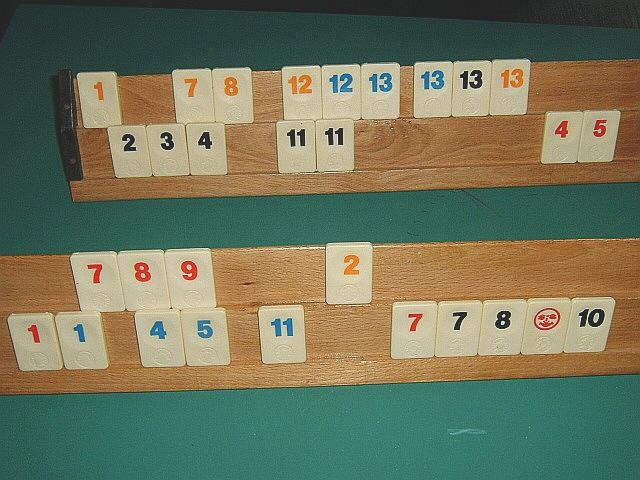
Suportes e peças de Rummikub

## História
O Rummikub, jogo que combina elementos de rummy (jogo de cartas), dominó, mahjong e xadrez, foi inventado no início dos anos 1930 por Ephraim Hertzano, um judeu nascido na Romênia que imigrou à Palestina antes da criação do estado de Israel. Ele e sua família construíram à mão os primeiros conjuntos de peças no quintal de sua casa. Hertzano vendeu estes conjuntos pessoalmente, em consignação, para pequenas lojas. Com o tempo, a família licenciou o uso para outros países, e o Rummikub se tornou o jogo mais exportado por Israel. No ano de 1977, foi o jogo mais vendido nos Estados Unidos.
O livro escrito por Hertzano, Official Rummikub Book, publicado em 1978, descreve três diferentes regras para o jogo: a "Americana", a "Sabra" e a "Internacional". Os conjuntos vendidos atualmente mencionam apenas a regra "Sabra", ainda que haja variações entre os jogos comercializados em diferentes países.
O jogo foi inicialmente comercializado pela Lemada Light Industries Ltd., fundada por Hertzano. Outros produtores licenciados são: Alga games (Suécia), Crown Andrews (Austrália), Goliath Toys (Bélgica e Luxemburgo), Grow (Brasil), Hasbro (França, Espanha, México, Índia, Turquia e América Latina), Jumbo Toys (Alemanha e Holanda), Mathiassen (Dinamarca), Piatnik (Áustria e Hungria), Pressman Toy Corp. (Estados Unidos e Canadá), Ravensburger (Suíça e Itália), Tomy (Inglaterra), Babyboom Learning Co. Ltd. (Hong Kong e China). 

## Equipamento

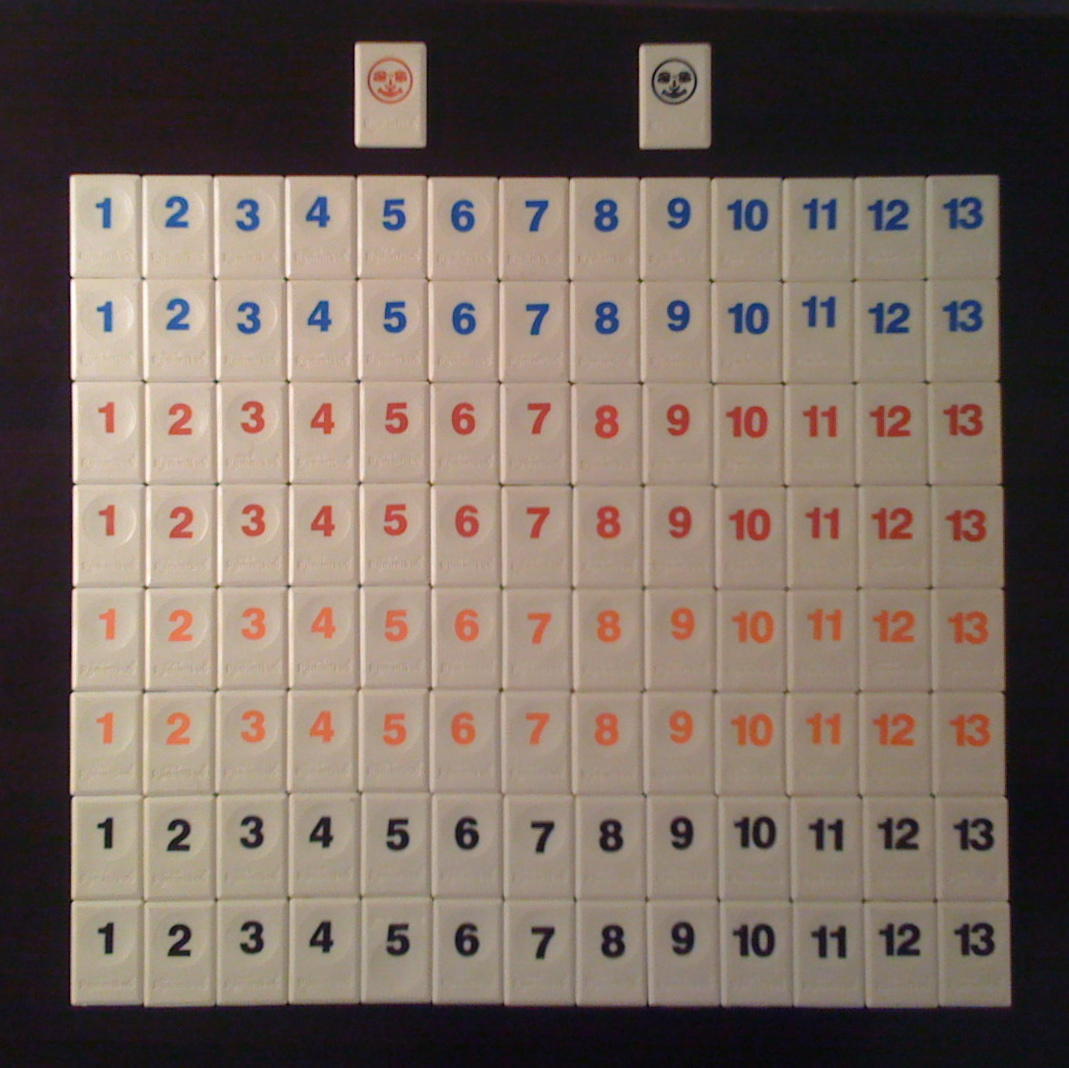
As 106 peças de Rummikub

O principal componente do Rummikub é um conjunto de 106 peças, sendo 104 delas numeradas e 2 coringas. As peças numeradas vão de 1 a 13, em quatro cores (azul, amarelo, preto e vermelho), duas de cada. Em geral são conjuntos de peças de plástico, de 18 x 25 mm, com 3 mm de espessura. Alguns conjuntos são de madeira, com dimensões semelhantes. Cada jogador possui um suporte (semelhante ao utilizado no jogo de Palavras Cruzadas) para colocar as suas peças e evitar que sejam vistas pelos oponentes. 

O Rummikub também pode ser jogado com dois baralhos normais de 52 cartas (há algumas pessoas que jogam com apenas um), mas sempre dois coringas. Neste caso, as cartas numeradas (de 2 a 10) valem o seu valor de face, o Ás vale 1; o Valete, 11; a Dama, 12; e o Rei, 13. Cada naipe corresponde a uma cor.

## Jogos semelhantes
As regras do Rummikub são muito semelhantes às do jogo de cartas conhecido no Brasil como Mexe-mexe, e cuja variante em italiano chama-se Machiavelli. Também jogado com peças de madeira ou plástico, existe na Turquia um jogo muito semelhante chamado Okey. 

## Campeonato mundial
Desde 1991, o Campeonato Mundial de Rummikub acontece a cada três anos em um diferente local, sempre patrocinado pelas empresas que distribuem o jogo. O circuito brasileiro, que classifica um representante para o certame mundial, foi instituído em 2003 pela Grow.
O campeonato de 2009 foi disputado de 6 a 9 de novembro, em Marbella, na Espanha, e teve como vencedor, pela primeira vez, um brasileiro: a jogadora Andréa Papazissis, de Campinas, que enfrentou na final jogadores do Japão, Hong Kong e Coreia. Além do troféu de campeã, Andréa recebeu de prêmio duas passagens para uma volta ao mundo.
A tabela abaixo sintetiza os resultados dos onze campeonatos mundiais já disputados:
| Ano  | Local                  | Países | Campeão            | País    |  |
| ---- | ---------------------- | ------ | ------------------ | ------- |  |
| 1991 | Jerusalém, Israel      | 12     | Masato Kuwabara    | Japão   |  |
| 1994 | Cruzeiro pelo Rio Reno | 20     | Nehad Zahran       | Egito   |  |
| 1997 | Londres, Inglaterra    | 24     | Peter Mentzij      | Holanda |  |
| 2000 | Paris, França          | 24     | Carla van Perlo    | Holanda |  |
| 2003 | Sankt-Moritz, Suíça    | 26     | Masato Kuwabara    | Japão   |  |
| 2006 | Maastricht, Holanda    | 31     | Jacqueline Beekman | Holanda |  |
| 2009 | Marbella, Espanha      | 32     | Andréa Papazissis  | Brasil  |  |
| 2012 | Taormina, Itália       | 32     | Matthijs Delvers   | Holanda |  |
| 2015 | Berlim, Alemanha       | 32     | Kouzo Saito        | Japão   |  |
| 2018 | Jerusalém, Israel      | 32     | Kouhei Numajiri    | Japão   |  |
| 2024 | Gdansk, Polônia        | 32     | Máté Lechner       | Hungria |  |

O certame que ocorreria em 2021 foi cancelado devido à pandemia de Covid-19. O 11º WRC (Campeonato Mundial de Rummikub, na sigla em inglês) ocorrerá na cidade polonesa de Gdansk, de 6 a 9 de setembro de 2024. 